# Barcial de la Loma (kommunhuvudort)
Barcial de la Loma är en kommunhuvudort i Spanien.   Den ligger i provinsen Provincia de Valladolid och regionen Kastilien och Leon, i den norra delen av landet, 210 km nordväst om huvudstaden Madrid. Barcial de la Loma ligger 741 meter över havet och antalet invånare är 152.
Terrängen runt Barcial de la Loma är platt. Runt Barcial de la Loma är det mycket glesbefolkat, med 6 invånare per kvadratkilometer. Närmaste större samhälle är Valderas, 19,3 km nordväst om Barcial de la Loma. Trakten runt Barcial de la Loma består till största delen av jordbruksmark.